# Mistrzostwa Afryki w Strzelectwie 1987
Mistrzostwa Afryki w Strzelectwie 1987 – drugie mistrzostwa Afryki w strzelectwie, które rozegrano w egipskim Kairze. 
Rozegrano trzynaście konkurencji męskich. W klasyfikacji generalnej zdecydowanie wygrała reprezentacja Egiptu. Na 39 możliwych do zdobycia medali, Egipcjanie zdobyli 31 krążków. Pozostałe osiem zdobyli reprezentanci Zimbabwe (5), Kenii (2) i Senegalu (1).

## Klasyfikacja medalowa
Gospodarze mistrzostw
| Pozycja | Kraj     | Złoto | Srebro | Brąz | Łącznie |
| ------- | -------- | ----- | ------ | ---- | ------- |
| 1       | Egipt    | 11    | 9      | 11   | 31      |
| 2       | Zimbabwe | 2     | 2      | 1    | 5       |
| 3       | Kenia    | 0     | 1      | 1    | 2       |
| 4       | Senegal  | 0     | 1      | 0    | 1       |

## Medaliści
| Konkurencja                              | Złoto                | Wynik              | Srebro                | Wynik              | Brąz                  | Wynik              |
| Karabin dowolny leżąc, 50 metrów         | Robert Cloete        | 585+101,1 (686,1)  | Suresh Gohil          | 586+99,6 (685,6)   | Satiender Sehmi       | 586+95,5 (681,5)   |
| Karabin dowolny klęcząc, 50 metrów       | Kamal ad-Din Szumajs | 380                | Ahmad Raszid          | 367                | Robert Cloete         | 365                |
| Karabin dowolny stojąc, 50 metrów        | Ahmad Raszid         | 355                | Dennis Hardman        | 342                | Madżid Muhammad Nabih | 342                |
| Karabin pneumatyczny, 10 metrów          | Kamal ad-Din Szumajs | 568+97,4 (665,4)   | Mahdi Dżamal          | 560+91,9 (651,9)   | Zakarijja Chatir      | 551+95,1 (646,1)   |
| Pistolet standardowy, 25 metrów          | Rifat Kajid          | 563                | Imad al-Dżindi        | 560                | Isam Zajid            | 555                |
| Pistolet pneumatyczny, 10 metrów         | Tarik Zaki Rijad     | 569+95,3 (664,3)   | Abd Allah Zaki        | 561+99,3 (660,3)   | Isam Zajid            | 568+92,0 (660,0)   |
| Karabin standardowy, 300 metrów          | Kamal ad-Din Szumajs | 559                | Madżid Muhammad Nabih | 544                | Mustafa Muntasir      | 535                |
| Karabin dowolny, trzy pozycje, 50 metrów | Kamal ad-Din Szumajs | 1098+90,0 (1188,0) | Madżid Muhammad Nabih | 1096+85,7 (1181,7) | Ahmad Raszid          | 1096+85,7 (1181,7) |
| Pistolet dowolny, 50 metrów              | Muhammad Hajsam      | 536+85 (621)       | Amadou Ciré Baal      | 540+81 (621)       | Sa’ud al-Maszhadi     | 536+84 (620)       |
| Pistolet szybkostrzelny, 25 metrów       | Szarif Sabri         | 580+90 (670)       | Ian Redmond           | 573+94 (667)       | Imad al-Dżindi        | 575+92 (667)       |
| Pistolet centralnego zapłonu, 25 metrów  | Sa’ud al-Maszhadi    | 582                | Tarik Zaki Rijad      | 581                | Imad al-Dżindi        | 580                |
| Trap                                     | Robert Connolly      | 186+24 (210)       | Abu al-Ma’ati         | 186+23 (209)       | Muhsin Adil           | 186+22 (208)       |
| Skeet                                    | Muhammad Churszid    | 195+24 (219)       | Mustafa Hiszam Jahja  | 191+25 (216)       | Jusri Szarin          | 192+24 (216)       |